# Musculus extensor pollicis longus
De musculus extensor pollicis longus of lange duimstrekker is een dunne, lange skeletspier in de onderarm, die mediaal aan en parallel met de wijsvingerstrekspier, met de musculus extensor indicis ligt. De bijbehorende pees is zodanig met de duim verbonden dat deze bij aanspannen van de spier wordt gestrekt. De lange duimstrekspier is aan het distale duimkootje aangehecht en werkt samen met de korte duimstrekspier, met de musculus extensor pollicis brevis.